# UCI ProTour 2006
Die UCI ProTour war eine Serie wichtiger Etappen- und Eintagesrennen des Straßenradsports. Die bis zum Jahr 2010 jährlich vom Radsportweltverband UCI ausgetragene ProTour fand 2006 zum zweiten Mal statt.
Gesamtsieger Alejandro Valverde legte, wie im Jahr zuvor Danilo di Luca, die Basis für seinen Erfolg bereits im Frühjahr. Mit Siegen beim Wallonischen Pfeil und Lüttich–Bastogne–Lüttich sowie Podestplatzierungen bei der Tour de Romandie und der Baskenland-Rundfahrt eroberte er im April das Weiße Trikot des ProTour-Führenden und gab es nicht mehr ab. Durch seinen zweiten Platz bei der Vuelta a España baute er seine Führung so weit aus, dass man ihm nur noch theoretisch das Weiße Trikot hätte entreißen können. Samuel Sánchez kämpfte sich erst im Spätsommer und im Herbst auf den zweiten Platz der Gesamtwertung durch seinen Sieg bei der Meisterschaft von Zürich und guten Platzierungen bei der Vuelta und der Lombardei-Rundfahrt. Paolo Bettini gelang es, wie im Vorjahr, mit einem Sieg im letzten Rennen sich auf den achten Platz vorzuschieben. Bester Deutscher wurde Stefan Schumacher, der die Eneco Tour und die Polen-Rundfahrt für sich entscheiden konnte.
Wie im Vorjahr gewann das Team CSC die Mannschaftswertung, da sie bei fast allen Rennen mit mindestens einem Fahrer unter den Besten vertreten waren. Das Team Gerolsteiner wurde, wie in der Saison zuvor, Sechster und das T-Mobile-Team Team wurde Achter.
Die Nationenwertung gewann Spanien vor Italien und war im Grunde ein Spiegelbild der Saison.

## Rennen
| Datum              | Radrennen                       | Sieger                     | Ergebnis | ProTour-Führender  |
| ------------------ | ------------------------------- | -------------------------- | -------- | ------------------ |
| 5.–12. März        | Paris–Nizza                     | Floyd Landis               | Ergebnis | Floyd Landis       |
| 8.–14. März        | Tirreno–Adriatico               | Thomas Dekker              | Ergebnis | Floyd Landis       |
| 18. März           | Mailand-San Remo                | Filippo Pozzato            |          | Floyd Landis       |
| 2. April           | Flandern-Rundfahrt              | Tom Boonen                 |          | Tom Boonen         |
| 3.–7. April        | Baskenland-Rundfahrt            | José Ángel Gómez Marchante | Ergebnis | Tom Boonen         |
| 5. April           | Gent–Wevelgem                   | Thor Hushovd               |          | Tom Boonen         |
| 9. April           | Paris–Roubaix                   | Fabian Cancellara          |          | Tom Boonen         |
| 16. April          | Amstel Gold Race                | Fränk Schleck              |          | Tom Boonen         |
| 19. April          | Wallonischer Pfeil              | Alejandro Valverde         |          | Tom Boonen         |
| 23. April          | Lüttich–Bastogne–Lüttich        | Alejandro Valverde         |          | Alejandro Valverde |
| 25.–30. April      | Tour de Romandie                | Cadel Evans                | Ergebnis | Alejandro Valverde |
| 6.–28. Mai         | Giro d’Italia                   | Ivan Basso                 | Ergebnis | Alejandro Valverde |
| 15.–21. Mai        | Katalonien-Rundfahrt            | David Cañada               | Ergebnis | Alejandro Valverde |
| 4.–11. Juni        | Critérium du Dauphiné Libéré    | Levi Leipheimer            | Ergebnis | Alejandro Valverde |
| 10.–18. Juni       | Tour de Suisse                  | Jan Ullrich                | Ergebnis | Alejandro Valverde |
| 18. Juni           | Mannschaftszeitfahren Eindhoven | Team CSC                   |          | Alejandro Valverde |
| 1.–23. Juli        | Tour de France                  | Óscar Pereiro              | Ergebnis | Alejandro Valverde |
| 30. Juli           | Vattenfall Cyclassics           | Óscar Freire               |          | Alejandro Valverde |
| 1.–9. August       | Deutschland Tour                | Jens Voigt                 | Ergebnis | Alejandro Valverde |
| 12. August         | Clásica San Sebastián           | Xavier Florencio           |          | Alejandro Valverde |
| 16.–23. August     | Eneco Tour                      | Stefan Schumacher          | Ergebnis | Alejandro Valverde |
| 26. Aug.–17. Sept. | Vuelta a España                 | Alexander Winokurow        | Ergebnis | Alejandro Valverde |
| 27. August         | GP Ouest France-Plouay          | Vincenzo Nibali            |          | Alejandro Valverde |
| 4.–10. September   | Polen-Rundfahrt                 | Stefan Schumacher          | Ergebnis | Alejandro Valverde |
| 1. Oktober         | Meisterschaft von Zürich        | Samuel Sánchez             |          | Alejandro Valverde |
| 8. Oktober         | Paris–Tours                     | Frédéric Guesdon           |          | Alejandro Valverde |
| 14. Oktober        | Lombardei-Rundfahrt             | Paolo Bettini              |          | Alejandro Valverde |

## Teams
| Frankreich - AG2R Prévoyance - Bouygues Télécom - Cofidis - Crédit Agricole - La Française des Jeux | Spanien - Caisse d’Epargne-Illes Balears - Euskaltel-Euskadi - Astana - Saunier Duval-Prodir | Italien - Lampre-Fondital - Liquigas-Bianchi - Milram |
| Deutschland - Gerolsteiner - T-Mobile                                                               | Belgien - Davitamon-Lotto - Quick•Step-Innergetic                                            | Niederlande - Rabobank                                |
| Dänemark - CSC                                                                                      | Vereinigte Staaten - Discovery Channel                                                       | Schweiz - Phonak Hearing Systems                      |

Besonderheiten
- Das spanisch-baskische Team Euskaltel-Euskadi beschäftigt ausschließlich baskische Spanier und Franzosen sowie Lateinamerikaner baskischer Herkunft.
- Das Team Saunier Duval-Prodir besitzt zwar eine spanische Lizenz, hat seinen faktischen Sitz jedoch in der Schweiz.
- Das Team Milram ist nach seinem Sponsor, einer deutschen Molkereigenossenschaft, benannt. Da es aus der italienischen Mannschaft Domina Vacanze hervorgegangen ist, besitzt es eine italienische Lizenz und wird auch von einer italienischen Betreibergesellschaft mit Sitz in Bergamo betrieben.
- Das Team Astana ist aus dem Team Liberty Seguros-Würth hervorgegangen. Der frühere Hauptsponsor Liberty Seguros stellte aufgrund von Dopinganschuldigungen das Sponsoring ein, woraufhin das kasachische Konsortium Astana neuer Hauptsponsor wurde. Würth beendete kurze Zeit später sein Engagement als Co-Sponsor.

## Endstand
| Platz | Fahrer               | Punkte |
| ----- | -------------------- | ------ |
| 1.    | Alejandro Valverde   | 285    |
| 2.    | Samuel Sánchez       | 213    |
| 3.    | Fränk Schleck        | 165    |
| 4.    | Cadel Evans          | 162    |
| 5.    | Andrei Kaschetschkin | 156    |
| 6.    | Alessandro Ballan    | 155    |
| 7.    | Tom Boonen           | 154    |
| 8.    | Paolo Bettini        | 144    |
| 9.    | Ivan Basso           | 138    |
| 10.   | Stefan Schumacher    | 133    |
| 11.   | Thor Hushovd         | 124    |
| 12.   | Alexander Winokurow  | 121    |
| 13.   | Christophe Moreau    | 118    |
| 14.   | George Hincapie      | 117    |
| 15.   | Michael Boogerd      | 115    |
| 16.   | Levi Leipheimer      | 114    |
|       | Carlos Sastre        | 114    |
| 18.   | Jörg Jaksche         | 110    |
| 19.   | Filippo Pozzato      | 108    |
| 20.   | Fabian Cancellara    | 106    |
|       | Damiano Cunego       | 106    |

| Platz | Mannschaft             | Punkte |
| ----- | ---------------------- | ------ |
| 1.    | CSC                    | 388    |
| 2.    | Caisse d’Epargne       | 350    |
| 3.    | Rabobank               | 346    |
| 4.    | Discovery Channel      | 327    |
|       | Lampre-Fondital        | 327    |
| 6.    | Gerolsteiner           | 294    |
| 7.    | Phonak Hearing Systems | 270    |
| 8.    | T-Mobile               | 269    |
| 9.    | Saunier Duval-Prodir   | 268    |
| 10.   | Astana                 | 258    |
| 11.   | Crédit Agricole        | 253    |
| 12.   | Cofidis                | 249    |
| 13.   | Quick Step             | 248    |
| 14.   | Liquigas               | 247    |
| 15.   | Ag2r Prévoyance        | 219    |
| 16.   | Davitamon-Lotto        | 214    |
| 17.   | Euskaltel-Euskadi      | 208    |
| 18.   | Milram                 | 185    |
| 19.   | Bouygues Télécom       | 184    |
| 20.   | La Française des Jeux  | 173    |

| Platz | Land                   | Punkte |
| ----- | ---------------------- | ------ |
| 1.    | Spanien                | 808    |
| 2.    | Italien                | 651    |
| 3.    | Deutschland            | 475    |
| 4.    | Australien             | 340    |
| 5.    | Vereinigte Staaten     | 316    |
| 6.    | Belgien                | 292    |
| 7.    | Kasachstan             | 286    |
| 8.    | Frankreich             | 271    |
| 9.    | Niederlande            | 269    |
| 10.   | Russland               | 234    |
| 11.   | Schweiz                | 190    |
| 12.   | Luxemburg              | 165    |
| 13.   | Norwegen               | 155    |
| 14.   | Österreich             | 70     |
| 15.   | Kolumbien              | 68     |
|       | Portugal               | 68     |
| 17.   | Slowenien              | 65     |
| 18.   | Ukraine                | 52     |
| 19.   | Dänemark               | 43     |
| 20.   | Kanada                 | 30     |
| 21.   | Belarus                | 15     |
| 22.   | Polen                  | 13     |
| 23.   | Litauen                | 10     |
| 24.   | Vereinigtes Königreich | 8      |
| 25.   | Estland                | 5      |
|       | Finnland               | 5      |
| 27.   | Ungarn                 | 2      |
|       | Neuseeland             | 2      |
| 29.   | Südafrika              | 1      |